# Birim North District
Der Birim North District liegt in der Eastern Region von Ghana. Chief Exekutive des 1237 km² großen Distriktes mit 122.513 (2002) Einwohnern ist Emmanuel N. A. Frimpong. Distrikthauptstadt ist New Abirem.
Der Distrikt wurde erst im Jahr 1988 aus dem Birim District durch Aufteilung gebildet.
In der Ortschaft Akrofunso in der Nähe von Afosu liegt ein antiker Kriegsschauplatz der Aschanti-Kriege. Hier soll der bekannte Ashantikönig Osei Tutu getötet worden sein.

## Geographie
Der höchste Punkt des Distriktes liegt bei 800 Meter. Die wichtigsten Entwässerungssysteme sind die Flüsse Pra und Birim, ferner die kleineren Flüsse Afotosu und Mamang. In den Böden des Distriktes wurden bereits Goldlägerstätten und Lehmabbaustätten entdeckt. Im gesamten Distrikt wurden bisher neun Waldreservate auf einer Gesamtfläche von 1.018,9 km² gebildet.

## Bevölkerung
Schätzungsweise lebten im Jahr 2006 151.401 Einwohner im Distrikt. Diese Schätzung basiert auf einem angenommenen Bevölkerungswachstum von 3,4 Prozent, die sich seit der Volkszählung des Jahres 1984 durchschnittlich für den Distrikt ergeben hat. Die Bevölkerung des Distriktes setzt sich zu 75 Prozent aus Angehörigen der Akan-Völker zusammen. Wesentliche Bevölkerungsteile zählen zu den Ewe, Volk, Larteh und Cherepon sowie zu Stämmen aus dem Norden Ghanas.

## Ortschaften
| - Akoase - Akokoaseo - Afosu - Otchereso - Abenase - Amuana Praso - Ofoasekese | - New Abirem - Pankese - Anyinase - Adwafo - Nkwa Teng - Chia - Adjobue | - Ntronang - Mamanso - Kotokuom - Brenase - Adubiase |

## Wahlbezirke
Der Birim North District besteht aus zwei Wahlkreisen. Im Wahlkreis Ofoase-Ayirebi wurde David Oppong Kusi von der Partei New Patriotic Party (NPP) als Direktkandidat in das ghanaische Parlament gewählt. Im Wahlkreis Abirem wurde Esther Obeng Dapaah (NPP) Parlamentsmitglied.